# Francesco De Fabiani
Francesco De Fabiani (Aosta, 21 de abril de 1993) es un deportista italiano que compite en esquí de fondo.
Ganó dos medallas en el Campeonato Mundial de Esquí Nórdico, en los años 2019 y 2023, ambas en la prueba de velocidad por equipo.
Participó en tres Juegos Olímpicos de Invierno, entre los años 2014 y 2022, ocupando el séptimo lugar en Pyeongchang 2018 (relevos) y el sexto en Pekín 2022 (velocidad por equipo).

## Palmarés internacional
| Campeonato Mundial | Campeonato Mundial  | Campeonato Mundial | Campeonato Mundial   |
| Año                | Lugar               | Medalla            | Prueba               |
| ------------------ | ------------------- | ------------------ | -------------------- |
| 2019               | Seefeld (Austria)   | Medalla de bronce  | Velocidad por equipo |
| 2023               | Planica (Eslovenia) | Medalla de plata   | Velocidad por equipo |